# Ліцей № 25 міста Житомира
Ліцей № 25 м. Житомира — загальноосвітній навчальний заклад ІІІ ступеня з профільним навчанням та допрофесійною підготовкою, починаючи з 8 класу (може надавати освітні послуги ІІ ступеня учням 5-7 класів). При ліцеї діє мережа початкової школи з поглибленим випереджуючим вивченням окремих предметів.
У ліцеї здійснюється поглиблення вивчення окремих предметів відповідно до профілю: математики, біології, хімії, української філології.
4 березня 2022 року вранці будівля ліцею була зруйнована російським ракетним чи бомбовим ударом.

## Історія
1919 — заснована 4-річна трудова школа № 25.
1949 — рішенням Ради Міністрів УРСР чоловічій школі № 25 присвоєно ім'я М. О. Щорса.
1956 — чоловіча школа перетворена у школу змішаного типу.
1970 — збудовано нове приміщення школи.
1982 — введено поглиблене вивчення математики та спецкурс програмування.
1986 — введено поглиблене вивчення біології.
2002 — введено випереджувальне вивчення математики.
2003 — школа реорганізована в багатопрофільний ліцей, стала членом науково-методичного виробничого комплексу «Полісся» при Житомирському державному університеті ім. І.Франка, стала асоційованою школою ЮНЕСКО (працює за проектами: культура, екологія, родина, права дітей).
2016 — назву «Ліцей № 25 ім. М. О. Щорса м. Житомира» змінено на «Ліцей № 25 м. Житомира».
На фасаді будівлі ліцею розміщені меморіальні дошки:
- старшому лейтенанту Павленку Сергію Андрійовичу (03.10.1957 — 16.12.1981), який навчався тут у 1965—1973 роках та загинув на війні в Афганістані.
- солдату Стриженку Артему Олеговичу (28.10.1993-21.07.2014), який навчався тут у 2000—2008 роках та загинув на російсько-українській війні, нагороджений орденом «За мужність» III ступеня (посмертно)[5].

## Директори
1970—1984  — Олішкевич Лідія Олександрівна.
1984 — 06.09.2018 — Пономарьова Галина Анатоліївна (1952 р.н.) — Відмінник народної освіти УРСР (1989). Заслужений вчитель України. Нагороджена медаллю А. С. Макаренка (1991), медаллю «10 років незалежності України» (2001), Почесними грамотами Міністерства освіти і науки України , Житомирської облдержадміністрації. Вчитель української мови та літератури вищої кваліфікаційної категорії, вчитель-методист.
06.09.2018 — 14.01.2019 — Миронова Оксана Дмитрівна (в.о.).
З 14.01.2019 — Позняков Павло Миколайович (1981 р.н.) — учитель біології, спеціаліст вищої кваліфікаційної категорії, вчитель-методист.
З січня 2022  - Денисюк Іван Васильович 
1 серпня 2025 - Бурковський Андрій Сергійович

## Досягнення
2000 — визнано школою року м. Житомира.
2006 — переможець Всеукраїнського конкурсу «100 кращих шкіл України» у номінації «Школа професійної кар'єри».
2007 — директор ліцею — переможець Всеукраїнського конкурсу «100 кращих керівників шкіл України» у номінації «Внутрішні і зовнішні комунікації».
2008 — отримано відзнаку «Флагман сучасної освіти України» та внесений до літопису сучасної освіти і науки України; ліцей занесено до Міжнародного каталогу «Сучасна освіта в Україні»; занесено до Міжнародного каталогу «Сучасна освіта в Україні»; учасник І Міжнародного форуму освітян.
2009 — отримано диплом Міжнародної виставки «Сучасна освіта в Україні»; євроклуб «Ровесник» ліцею — лауреат ІІ Всеукраїнського форуму молодіжної дипломатії.
2010 — лауреат конкурсу, бронзова медаль, диплом виставки «Інноватика в освіті України»; визнано школою року м. Житомира.
2011—2014, 2017 — отримані дипломи Міжнародної виставки «Сучасні заклади освіти — 2011, 2012, 2013, 2014, 2017» (2013 — срібна медаль; 2017 — золота медаль виставки).
2012 — визнано школою року м. Житомира.
2015—2017 — отримано дипломи Міжнародного форуму «Інноватика в сучасній освіті».
2017 — диплом управління освіти і науки облдержадміністрації за I місце згідно рейтингу серед загальноосвітніх навчальних закладів за підсумками III етапу Всеукраїнської учнівської олімпіади.
24.10.2023  — Битва під Чернівцями під керівництвом 9-Б. Досягнуто  звання "Струмочок"